# Shilananda
 (décembre 2022).
Si vous disposez d'ouvrages ou d'articles de référence ou si vous connaissez des sites web de qualité traitant du thème abordé ici, merci de compléter l'article en donnant les références utiles à sa vérifiabilité et en les liant à la section « Notes et références ».
Swami Shilananda (à l'état civil:  Pere Julià Mayol), né le 17 juin 1925 à Gelida en Espagne et mort le 15 décembre 2022, est un prêtre jésuite espagnol, missionnaire en Inde depuis 1948. 
Adoptant le style de vie des sannyasis hindous il fonda le Sanjivan Ashram à Nashik (Maharashtra) où il reçoit ses disciples. Il est également un écrivain spirituel en langue marathe.

## Biographie
Né le 17 juin 1925 à Gelida en Espagne, Pere Julià Mayol[réf. nécessaire] connut les ravages de la guerre civile dans son pays. Il entre chez les Jésuites le 14 août 1945, quelques jours après l’explosion de la première bombe atomique à Hiroshima. Ces deux expériences (guerre civile espagnole et bombe atomique au Japon) marquent profondément sa vision du monde et de l’humanité et l’orientent vers un engagement à œuvrer toute sa vie pour la paix
Trois ans plus tard en 1948, Peter Julia est envoyé comme missionnaire en Inde. Il y poursuit d’abord ses études en vue de l’ordination sacerdotale. Le 24 mars 1960 il est ordonné prêtre. Après deux ans de vie en communauté jésuite, à Nashik, il adopte l’habit d’un sannyasis hindou, et s’installe dans une petite chambre louée, à Panchavati, sur les bords du fleuve Godavari. . Il ne manque pas de faire -toujours en vélo - les quatre pèlerinages traditionnels aux lieux saints de l’hindouisme : Kedarnath, Dwarka, Kanyakumari et Puri. Cela lui acquiert la haute estime des sannyasis hindous qui se rassemblent à Nashik pour la Kumbha Mela.
Après 14 ans à Panchavati il s’installe à Sinnar à quelque 20 km au sud-est de la ville de Nashik, où avec l’aide d’amis et bienfaiteurs, il acquiert un terrain sur lequel il construit un oratoire qui, architecturalement parlant, est fort semblable aux nombreux temples hindous traditionnels qui abondent aux alentours. Avec l’oratoire une modeste résidence avec bâtiment annexe pour y recevoir visiteurs et pèlerins. . Bien que le sol y soit ingrat et rocailleux Swami Shilananda y a développé un petit jardin, se créant même un petit bassin d’eau et plantant des arbres.
En 1988 Shilananda construit une chapelle ressemblant à un temple shivaïte où il se rend fréquemment pour y psalmodier ses prières qu’il accompagne de l’ektara, l’instrument musical monocorde traditionnel des musiciens itinérants. Il parle de Jésus-Christ aux villageois des environs qui lui rendent visite mais ne fait pas de conversion, insistant qu’une conversion est un changement total de sa vie par l’adoption des valeurs enseignées par Jésus.
À un âge déjà avancé il se retire dans la maison de repos des Jésuites d'Andheri, un faubourg de Mumbai (Inde). En 2017 il retourne dans son pays natal, l'Espagne et y vécut dans la communauté de Barcelona-Javier (Sarrià). En 2021, il est transféré au 'Centro Borja de Sant Cugat del Vallès' (près de Barcelone) où il meurt le 15 décembre 2022 : il a 97 ans. Jusqu'à la fin de sa vie, il porta son habit du 'sannyasin' indien auquel il était très attaché.

## Écrits
- The Truth will make you free, Anand, Gujarat Sahitya Prakash, 1979. Traduit en langue marathe sous le titre de Satya tumhala mukta karil.
- A Rainbow of Feasts; an interreligious appreciation, Mumbai, Better Yourself Books, 1994, 281 pp.
- Sent Forth; half a century at the service of independent India (collected writings), Bangalore, St. Peter's Pontifical Institute of Theology, 2003.
- Hinduism and Christianity: A Comparative Study dans Divyadaan: Journal of Philosophy and Education, vol. 8/3 (1999), p. 62-83.
- Integrating Christianity and Hinduism dans Divyadaan: Journal of Philosophy and Education, vol. 9/1 (1998), p. 18-40.
- Objective Truth dans Divyadaan: Journal of Philosophy and Education, vol. 10/2 (1999), p. 226-253.
- Principle of Polarity: Creative Tensions dans Divyadaan: Journal of Philosophy and Education, vol. 8/2 (1997), p. 162-172.
- Justice: Secular or Transcendent? dans Divyadaan: Journal of Philosophy and Education, vol. 11/2 (2000), p. 211-271.
- Mission and Dialogue dans Divyadaan: Journal of Philosophy and Education, vol. 12/3 (2001), p. 397-412.
- I've waited for 40 years, but... dans Jivan, avril 2008, p. 90.